# Bořislav
Obec Bořislav (německy Boreslau) se nachází v okrese Teplice v Ústeckém kraji. Žije v ní 407 obyvatel.

## Části obce
- Bořislav
- Bílka

## Historie

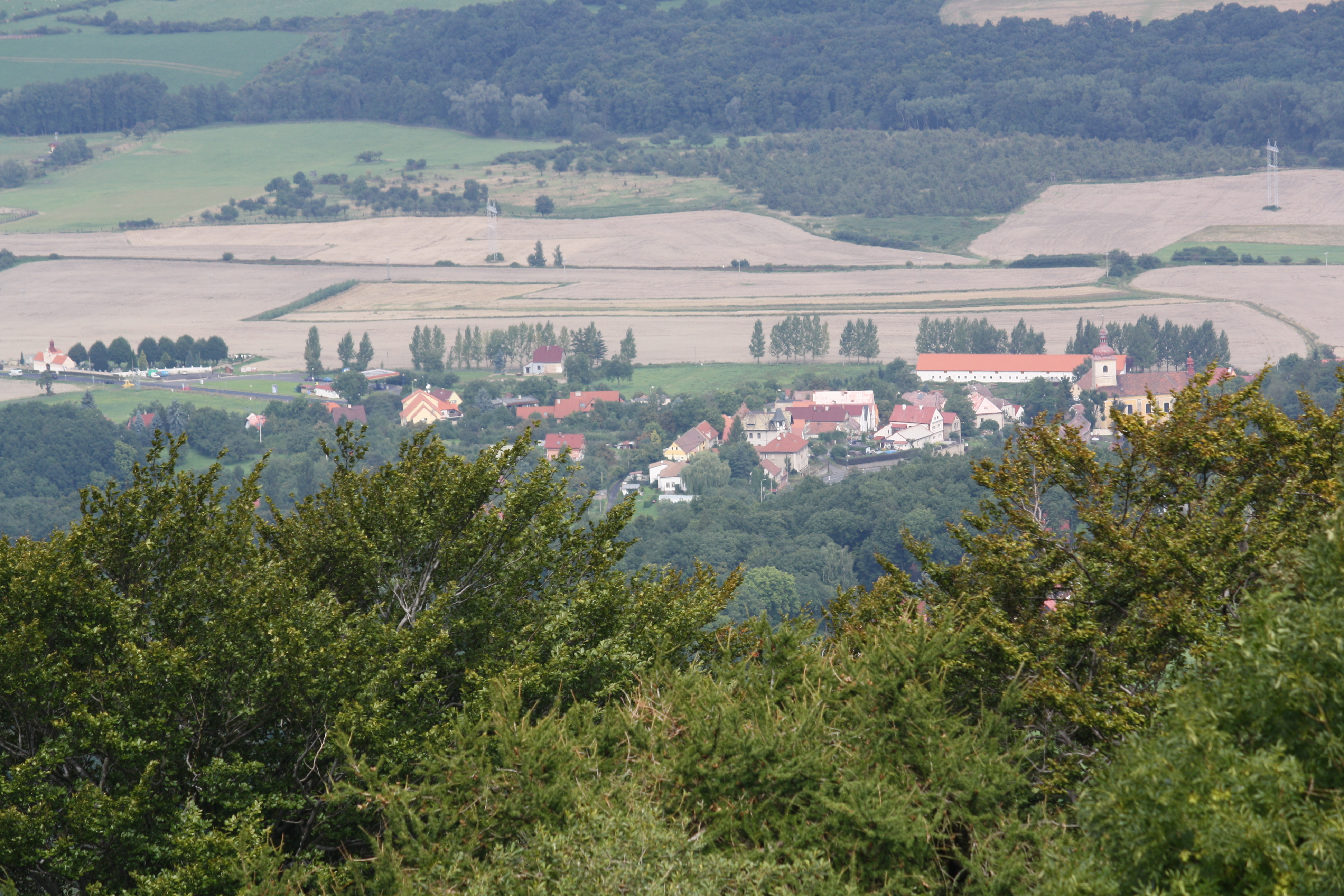
Bořislav od jihu

Bořislav byla založena na zemské cestě spojující Prahu se Saskem. Stalo se tak nejpozději v polovině 12. století, protože první písemná zmínka o obci pochází už z roku 1169. Tehdy daroval král Vladislav II. Bořislav spolu s dnes již zaniklými Hrbovicemi řádu johanitů, které po návratu z druhé křížové výpravy uvedl do Čech. Zřejmě na začátku 14. století přešla vesnice do majetku kláštera benediktinek v Teplicích, který založila Vladislavova manželka královna Judita. Roku 1352 se vesnice uvádí jako farní, což znamená, že zde neznámo kdy před tím benediktinky zřídily centrum farní správy s kostelem. Z roku 1405 pochází listina, v níž Oldřich a Pešík z Radovesic obdarovali bořislavské kostel, který v té době spravoval farář Mikuláš. Majitel Bořislavi a patron zdejšího kostela, teplický klášter benediktinek, za husitských válek zanikl. Ještě v roce 1434 sice jeho abatyše jmenovala do Bořislavi faráře, v té době ale již konvent sídlil na hradě Střekově.
Po husitských válkách se majitelé klášterního majetku střídali. Roku 1435 ho vlastnil Jakoubek z Vřesovic. Klášterní majetek zůstal co do rozsahu přibližně stejný, dostal se ale natrvalo do rukou světské šlechty. Před třicetiletou válkou se v držení Bořislavi, kde nikdy nevzniklo panské sídlo, postupně páni z Vřesovic, Fictumové, Valdštejnové, Schönbergové a Vchynští. Podle urbáře z roku 1561, kdy vesnice patřila Volfovi z Vřesovic, bylo ve vsi patnáct usedlostí.

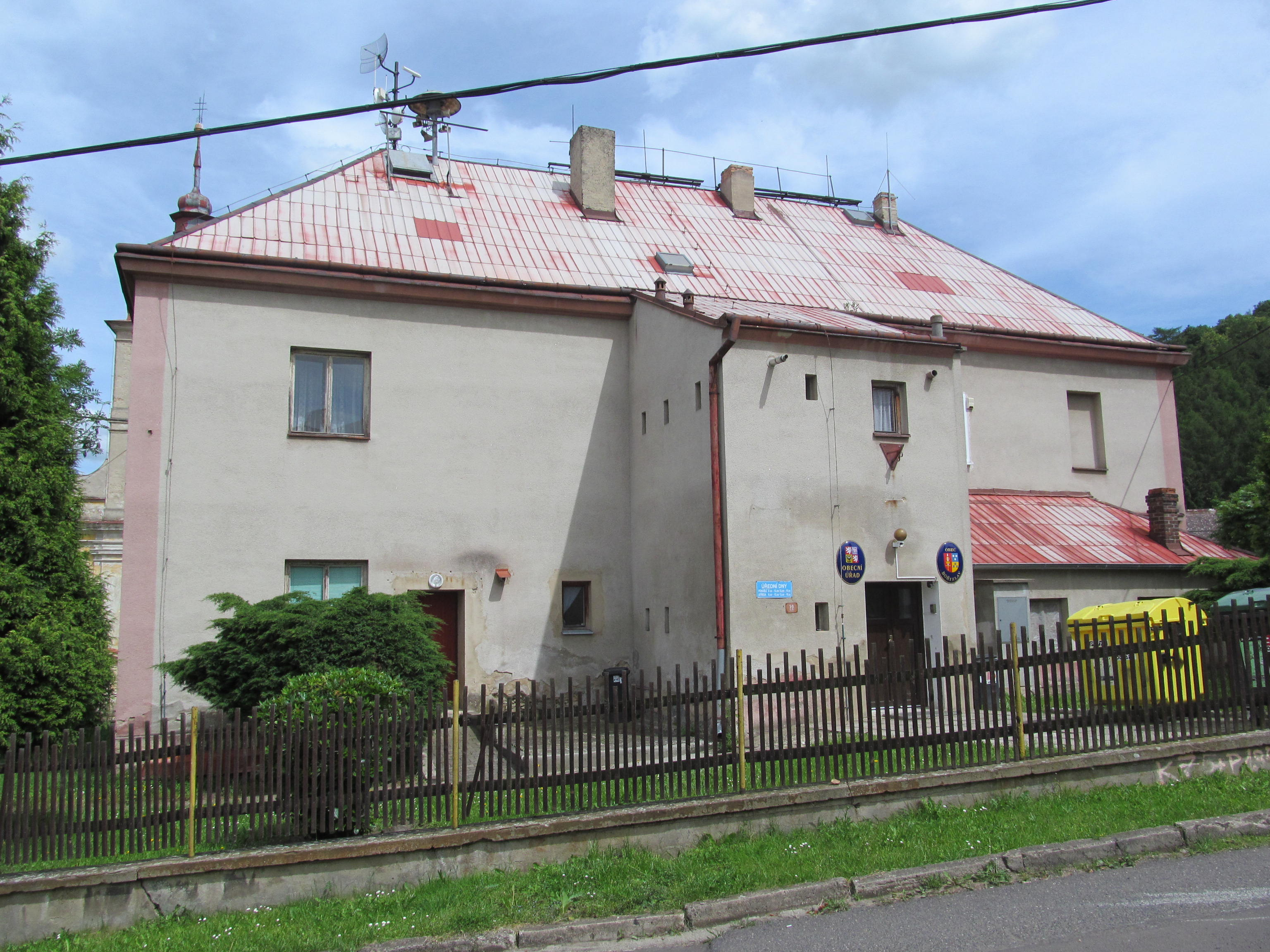
Obecní úřad, bývalá škola z roku 1825

Od roku 1592 spravoval bořislavskou farnost Michal Longolius, narozený v Kralovicích. Do Bořislavi přišel z Chyše. Longolius byl vzdělaný muž. V roce 1617 vyšel jeho překlad zásadního latinského díla německého luteránského teologa Johanna Arndta Čtyři knihy o pravém křesťanství, o tři roky později následoval překlad německého spisku hvězdáře Paula Nagela Doplněk astronomie. Bořislavský farář byl zámožný; roku 1612 půjčil městu Louny 1 500 míšeňských kop. V době pobělohorské byl vykázán ze země, zemřel ve vyhnanství v roce 1628 v Geisingu.
Po zavraždění Viléma Kinského v Chebu v roce 1634 získal teplické panství Jan z Aldringenu. Clary-Aldringenové pak byli bořislavskou vrchností až do zrušení poddanství.
Po třicetileté válce hospodařilo v Bořislavi podle berní ruly třináct sedláků, kteří pěstovali obilniny, hlavně žito. Stavení ale byla ve špatném stavu. Sedláci chovali 2–3 krávy, 1–6 prasat a čtyři z nich měli ovce. O sto let později se počet hospodářů v Bořislavi prakticky nezměnil. Tereziánský katastr z roku 1757 jich uvádí čtrnáct. Hospodařili na 240 hektarech, zbývající půda v katastru obce patřila církvi a poddaní na ní robotovali. Obecní les se rozkládal na jednom hektaru,, k obci patřil také rybník a malá chmelnice. Hospodu vrchnost pronajímala. Ve vsi žilo 116 osob. Dne 13. července 1784 vypukl v domě čp. 23 patřící vdově Kerlové požár, při kterém z 31 budov vyhořelo 24 a kromě toho čtyři stodoly.

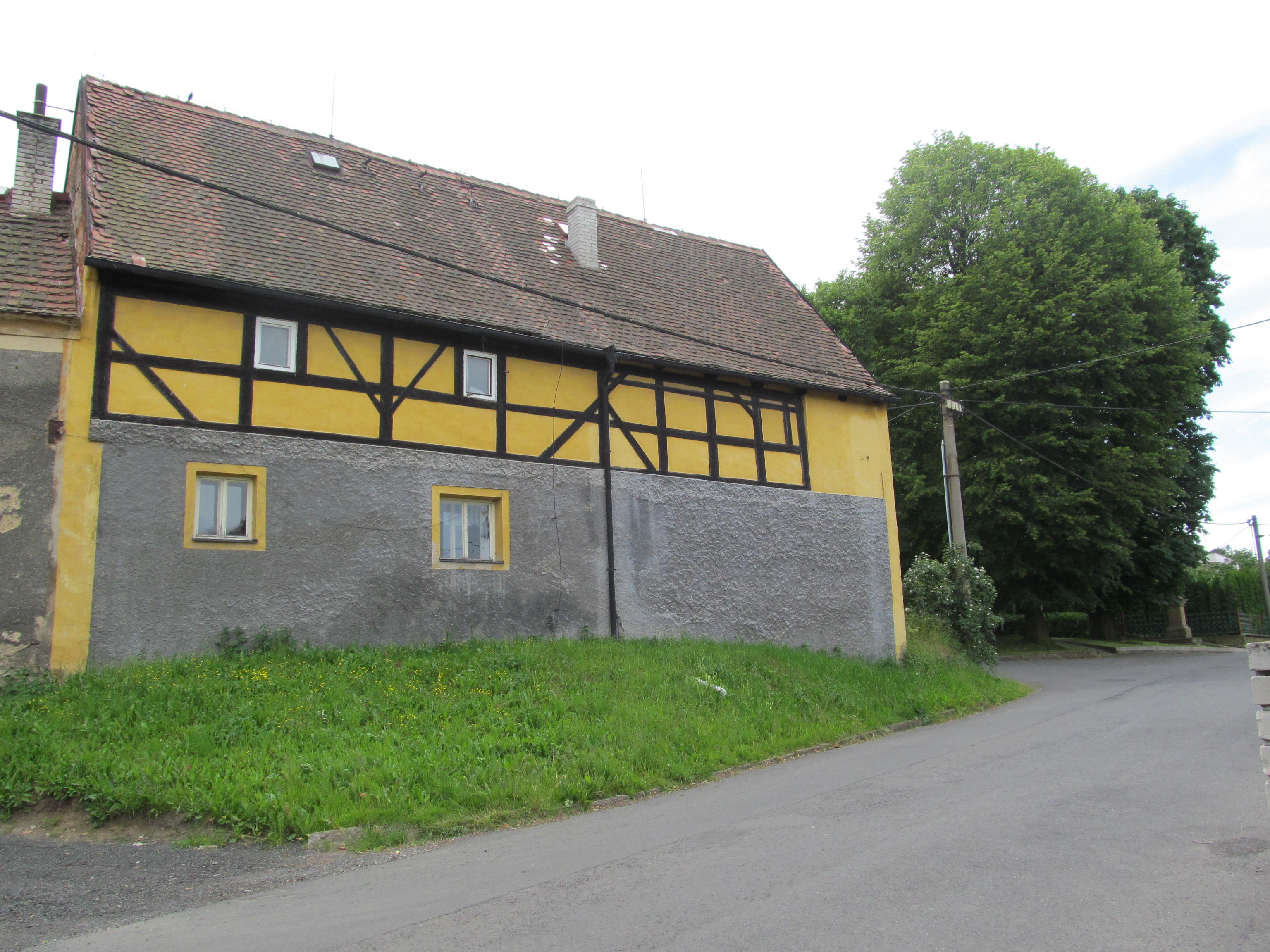
Hrázděná budova čp. 2

Zkázu přinesly do vsi i napoleonské války. Ve druhé polovině srpna postupovalo ruské vojsko přes Bořislav směrem k místům, kde proběhla na konci měsíce proběhla bitva u Chlumce (1813). 20. srpna dorazil ruský oddíl do vsi a utábořil se na farských polích. Velitel se štábem se ubytoval na faře. Vojáci rekvírovali krmivo pro koně a povozy, vymáhali potraviny a pálenku. Situace se opakovala, když se přes Bořislav, ležící na císařské silnici vybudované v letech 1803–1808, vracela vítězná vojska do vnitrozemí.
V roce 1833 stálo v Bořislavi 38 obytných budov, v nichž žilo 199 obyvatel. Stála zde nová škola, kterou v roce 1825 nechala postavit claryovská vrchnost (v budově sídlí obecní úřad). Čtyři roky po postavení školy ji navštěvovalo 51 chlapců a 40 dívek kromě Bořislavi ze Žalan, Starosedel (dnes části Žalan), Bílky a Lelova. Ve vsi byl hostinec, kovárna a opodál myslivna.
Po vydání nového obecního zřízení v roce 1849 tvořila Bořislav spolu se Žalany, Starosedly, Lelovem a Bílkou jeden správní celek, v roce 1867 se Žalany s Lelovem oddělily a Bořislav zůstala spojená jen s Bílkou. Podle adresáře teplického politického okresu z roku 1872 byla v obci škola, policejní stanice, dva obchody a cihelna, působil zde obecní lékař a porodní asistentka. Nejbližší poštovní úřad se nalézal v Žalanech. Kvůli absenci starších písemných pramenů je známo jméno prvního starosty až z roku 1872. Byl jím Anton Kerl, v obecním výboru zasedal také lékař Wenzl Hampl. Nejstarším spolkem v Bořislavi jsou hasiči, jejichž vznik se datuje do roku 1878. V roce založení měl třicet členů.

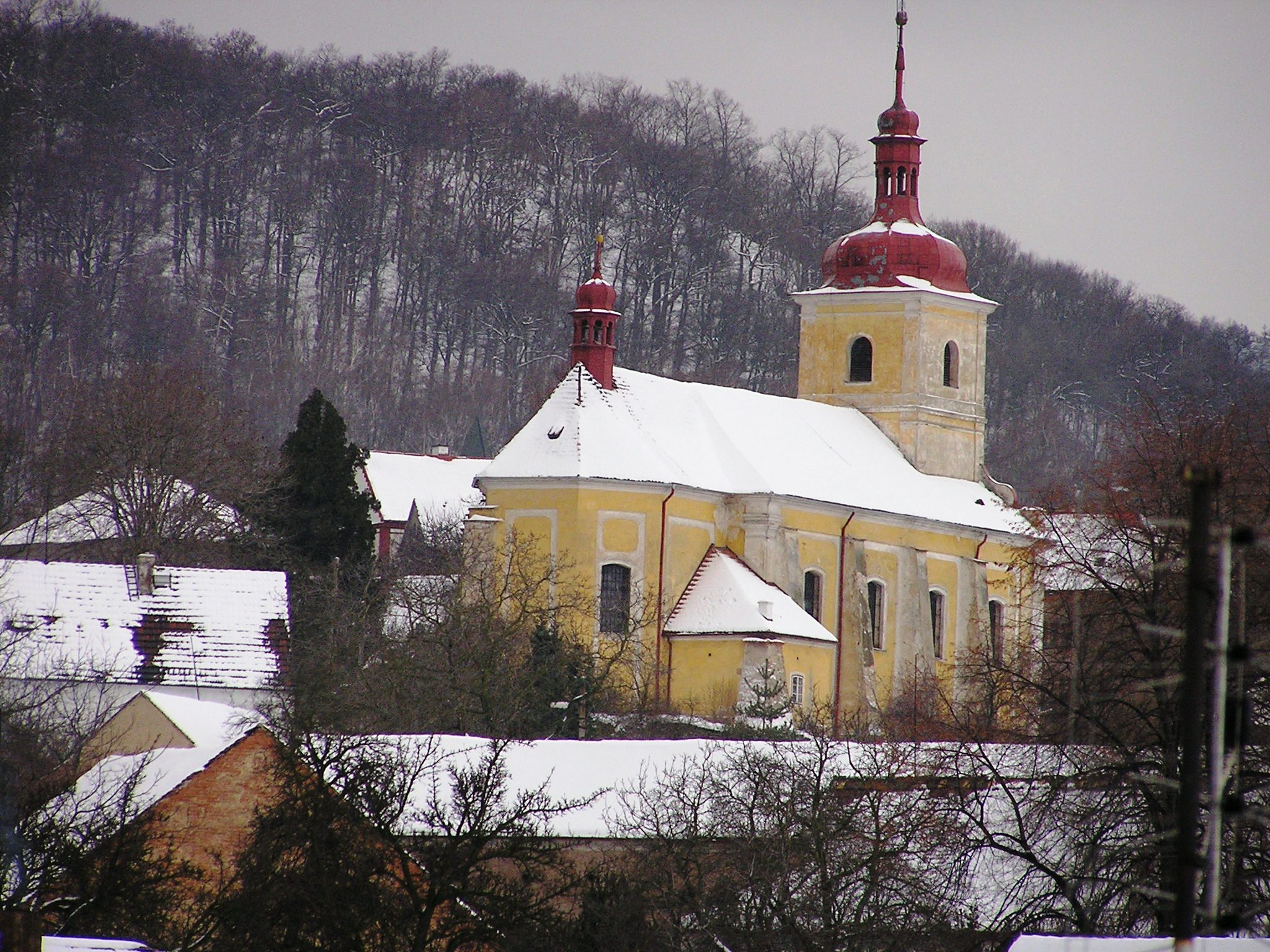
Kostel sv. Kateřiny

Poslední čtvrtina 19. století přinesla Bořislavi rozvoj po společenské i hospodářské stránce. V 80. letech si zřídili živnosti krejčí, truhlář, dva ševci, nakupovat potraviny bylo možné u pekaře, řezníka a ve dvou obchodech. Společenskému životu všeho druhu sloužily hostince U Bořislavi a U růžové zahrady. Kromě toho byl k dispozici ještě výčep, kde se nalévalo víno a pálenka. Důležitou událostí bylo napojení Bořislavi na železniční síť: 17. prosince 1897 byla zprovozněna celá trať z Lovosic do Teplic. V roce 1912 stavěl v Bořislavi vlak v obou směrech šestkrát a stavěly zde i oba rychlíkové spoje, kterými trvala cesta do Lovosic 31 minut. V roce 1901 byl nákladem 24 000 K, které si obec musela vypůjčit, zřízen obecní vodovod. Voda se sváděla z pramene, který vyvěral na katastru Bílky pod Milešovkou. Rovněž na začátku 20. století, roku 1903, byl v Bořislavi postavený evangelický kostel. V 60. letech 20. století byla zbořena jeho věž a objekt přeměněn na rekreační zařízení.
I po vzniku samostatného státu zůstala obec z národnostního hlediska německá. Při sčítání lidu roku 1921 se ze 459 obyvatel hlásilo k české národnosti jen 20 osob. Naprostá většina obyvatel se – i přes existenci evangelického kostela - hlásila ke katolictví. V té době se rovněž ve vsi rozšířilo ovocnářství. Plody z Bořislavi se prodávaly v Čechách i v cizině.
V letech 1938 až 1945 byla Bořislav v důsledku uzavření Mnichovské dohody přičleněn k nacistickému Německu.
Po druhé světové válce proběhl i v Bořislavi odsun německého obyvatelstva. Včetně Žalan, Bílky a Lelova bylo vysídleno 236 osob.

## Obyvatelstvo
|                                                       | 1869 | 1880 | 1890 | 1900 | 1910 | 1921 | 1930 | 1950 | 1961 | 1970 | 1980 | 1991 | 2001 | 2011 |
| ----------------------------------------------------- | ---- | ---- | ---- | ---- | ---- | ---- | ---- | ---- | ---- | ---- | ---- | ---- | ---- | ---- |
| Obyvatelé                                             | 346  | 322  | 312  | 313  | 398  | 459  | 581  | 519  | 434  | 389  | 315  | 292  | 273  | 326  |
| Domy                                                  | 53   | 55   | 55   | 59   | 75   | 83   | 105  | 115  | 95   | 95   | 91   | 102  | 103  | 116  |
| Data z roku 1961 zahrnují i domy z místní část Bílka. |      |      |      |      |      |      |      |      |      |      |      |      |      |      |

## Pamětihodnosti
- U průjezdní silnice stojí barokní kostel svaté Kateřiny vystavěný v roce 1717 na místě starší stavby.
- Krucifix na návsi z roku 1801. U paty kříže klečí sv. Maří Magdalena.
- Sloup s plastikou Piety z roku 1720. Plastika je výdusek originálu.
- Fara, datovaná letopočtem nad portálem do roku 1733. Architektem byl zřejmě Jeroným Costa.

## Doprava
Územím obce prochází lokální železnice Lovosice – Teplice se zastávkou Bořislav situovanou na severovýchodním okraji obce. Osobní vlaky zde jezdí ve dvouhodinovém intervalu.
Obec leží na silnici I/8 vedoucí z Prahy do Drážďan a až do roku 2016 byla sužována tranzitní dopravou. Koncem onoho roku byl otevřen úsek 0805 dálnice D8 z Lovosic do Řehlovic, který většinu kamionové dopravy odvedl mimo území obce.

## Galerie

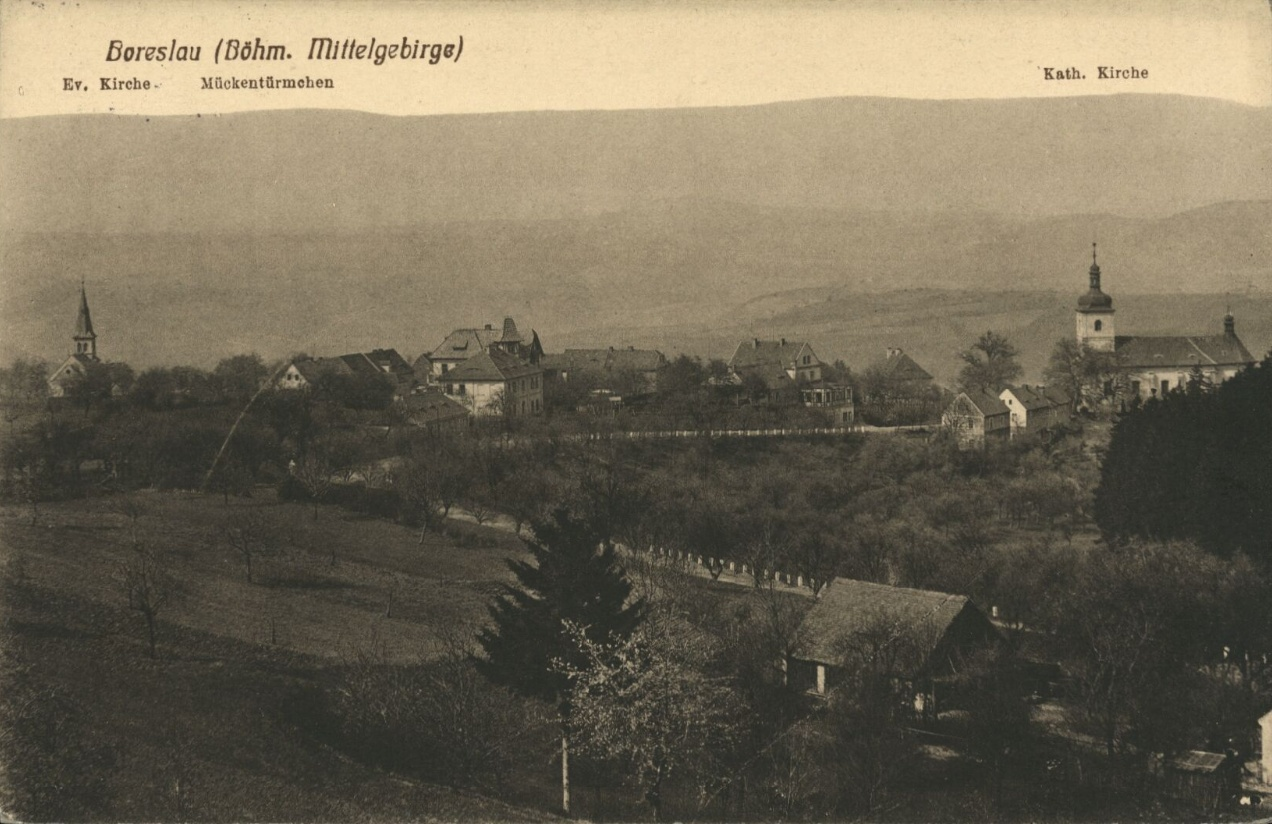
Pohled na Bořislav před rokem 1917
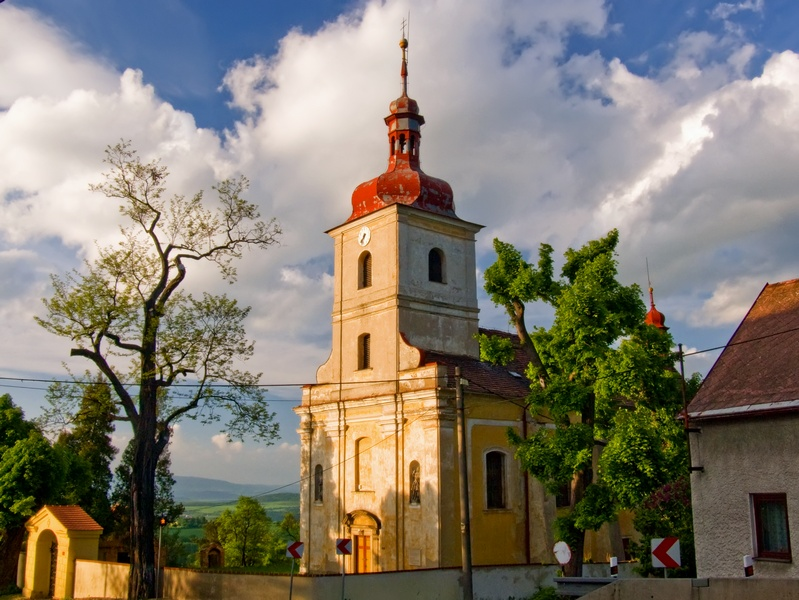
Kostel svaté Kateřiny
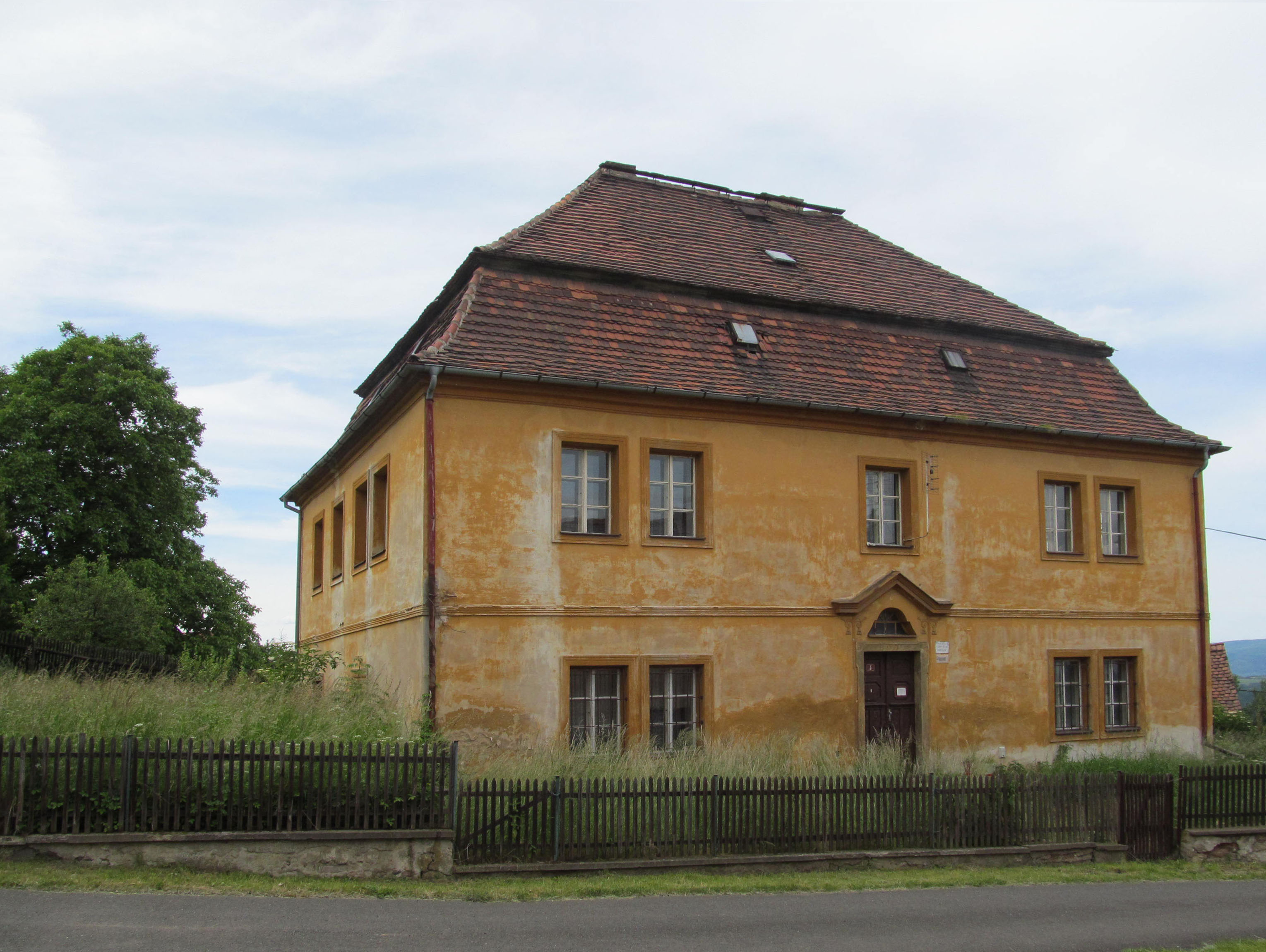
Fara z roku 1733
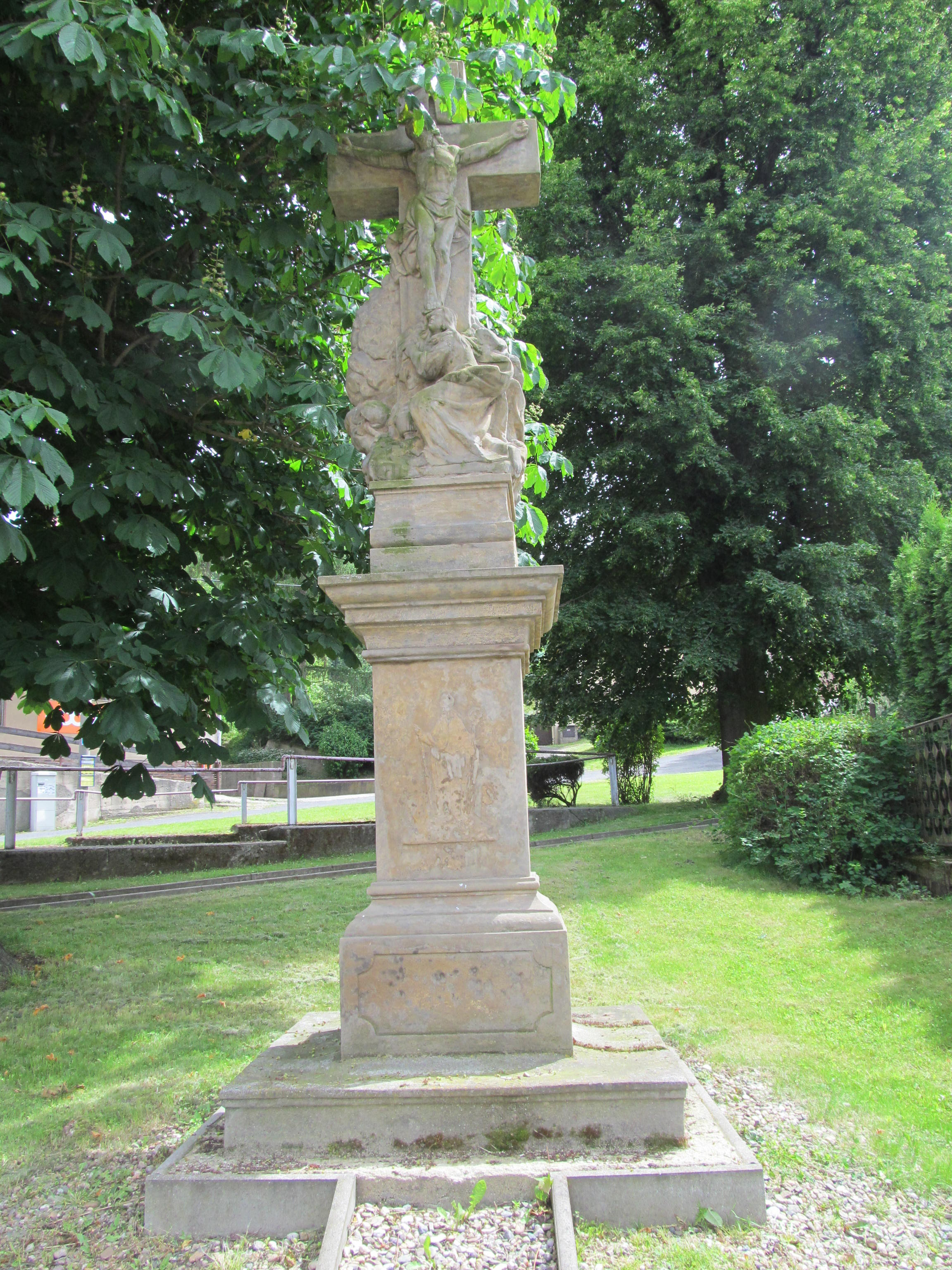
Krucifix na návsi
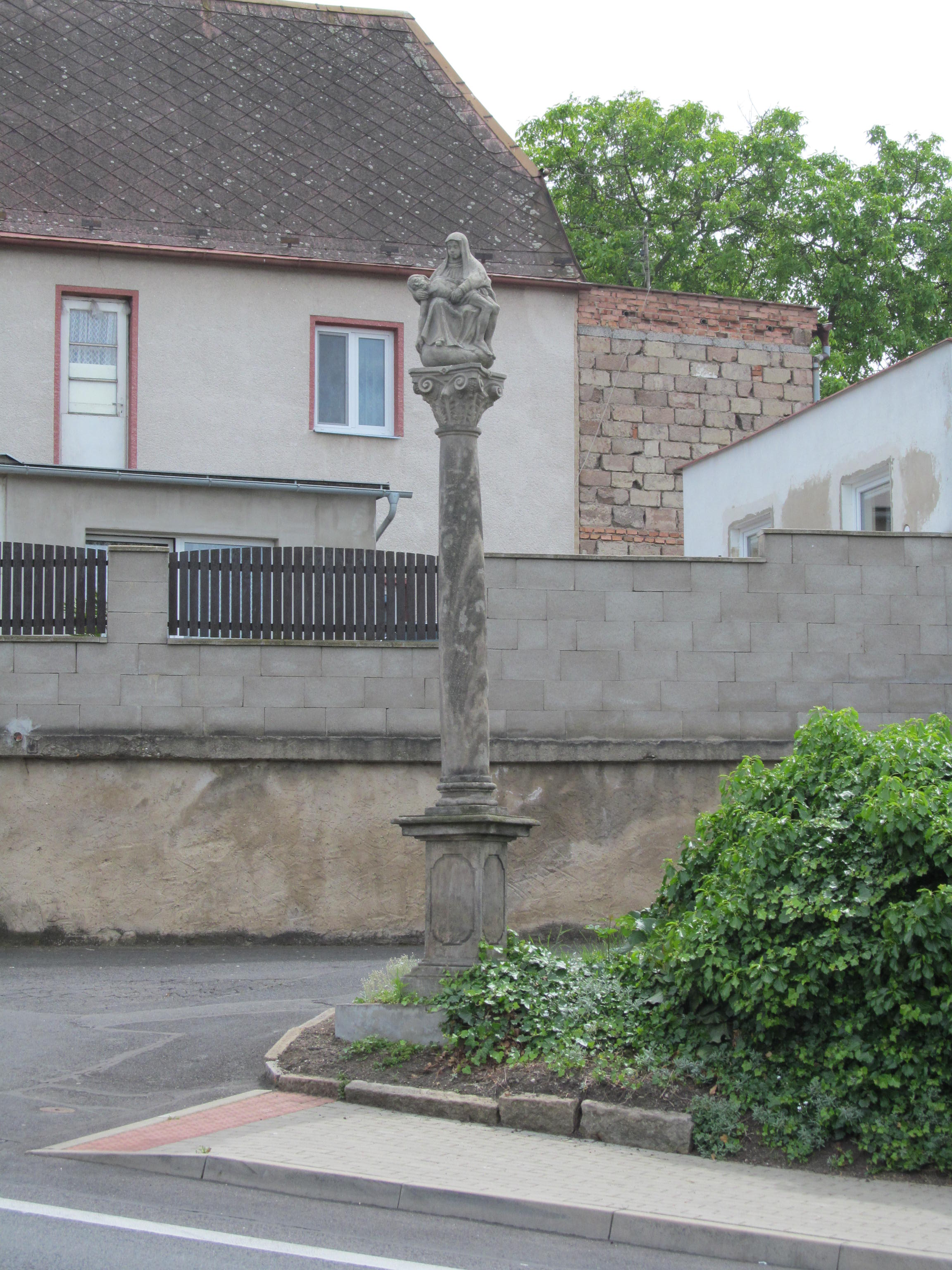
Barokní sloup s Pietou u kostela
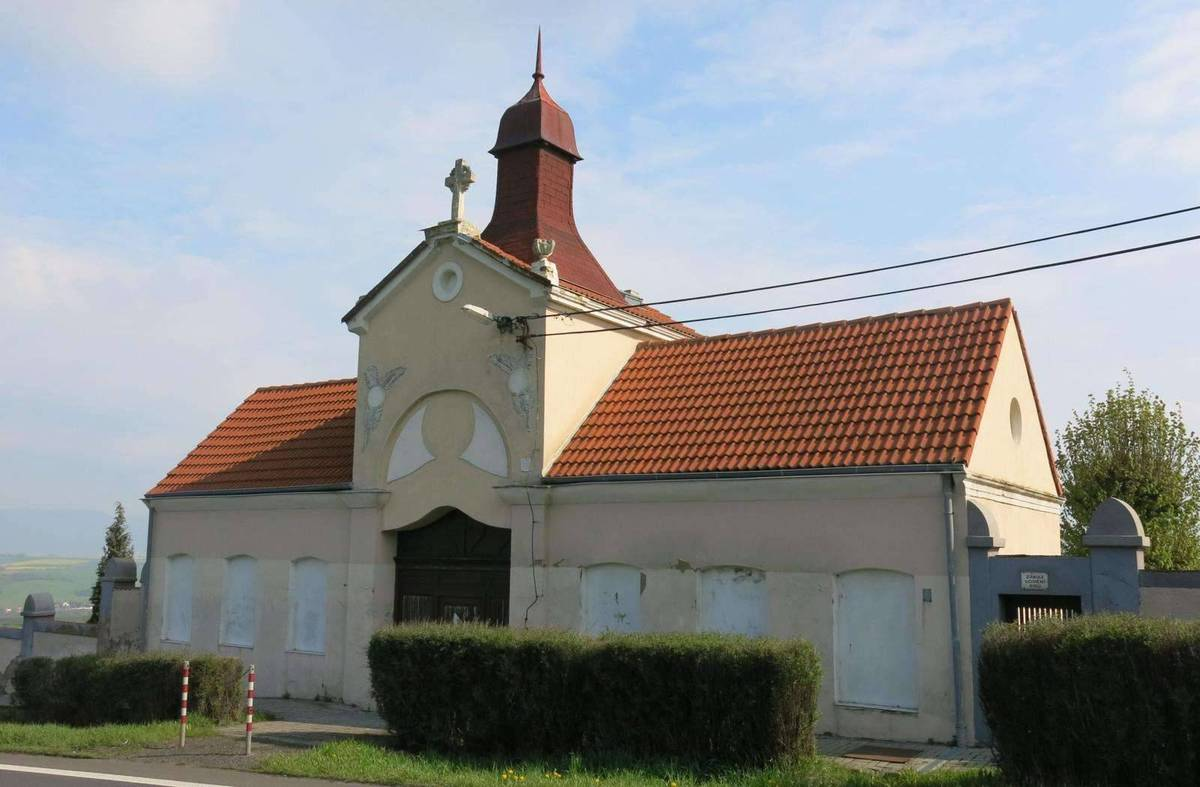
Hřbitovní kaple
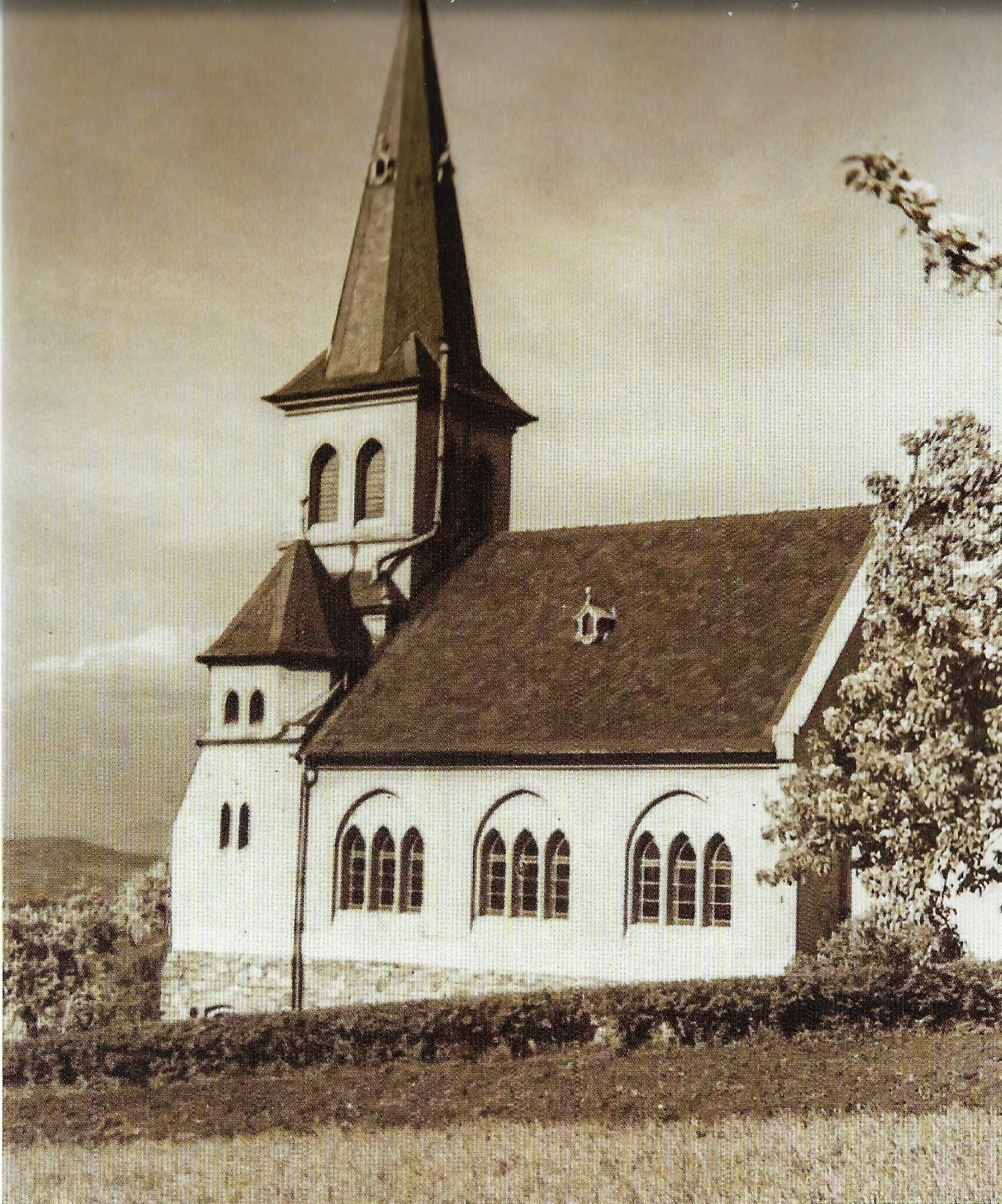
Evangelický kostel